# Real Estelí

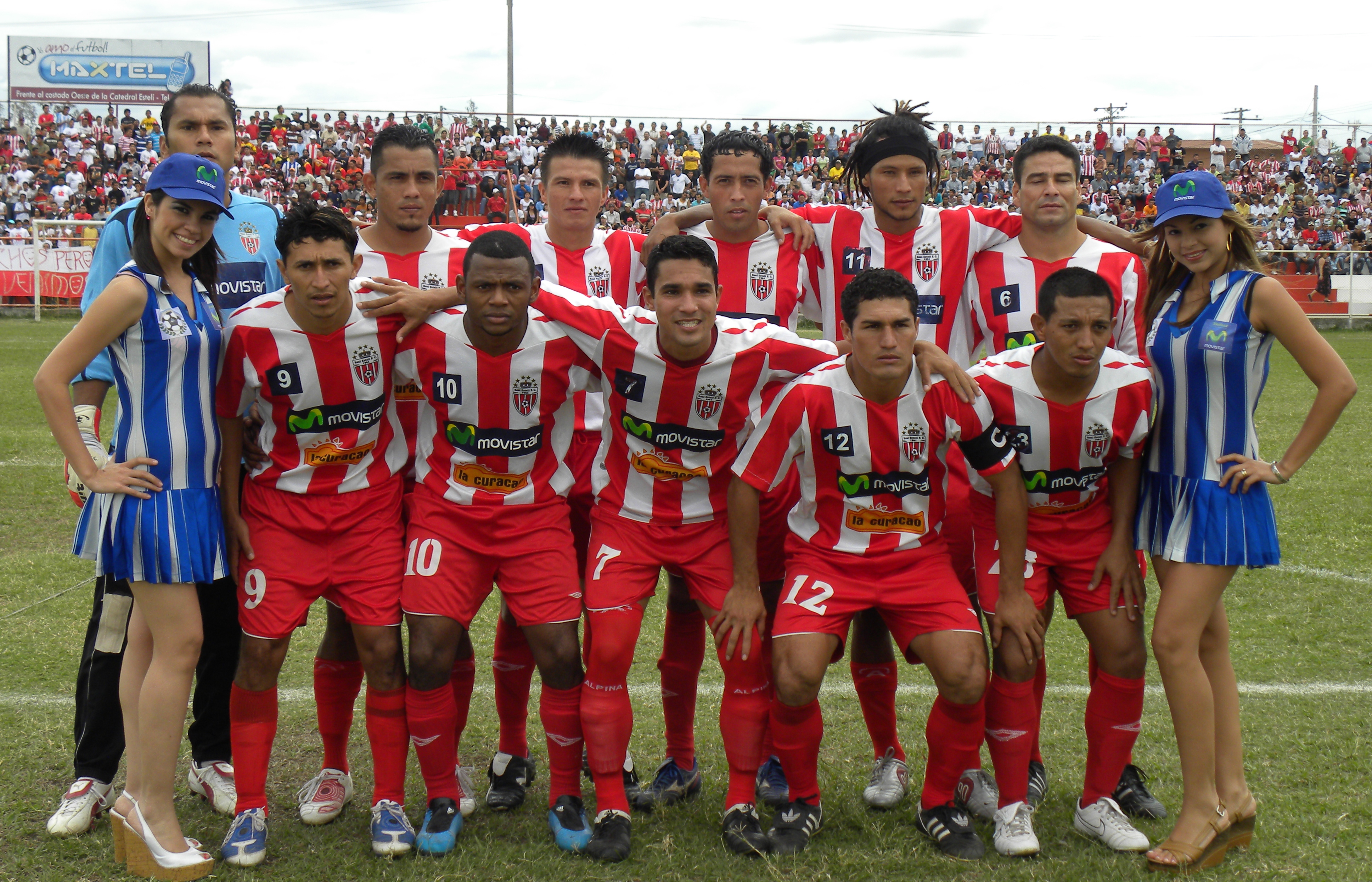
Team van 2009

Real Estelí is een Nicaraguaanse voetbalclub uit de stad Estelí. De club werd in 1960 opgericht als Estelí FC en nam een jaar later de huidige naam aan.

## Erelijst
- Landskampioen

1991, 1999, 2003, 2003 A, 2004 C, 2007, 2008, 2009, 2010, 2011, 2012, 2013, 2014, 2016, 2017, 2019 C
- Beker van Nicaragua

1991
Chinandega ·
Deportivo Las Sabanas ·
Deportivo Ocotal · 
Deportivo Walter Ferretti · 
Diriangén · 
Juventus Managua · 
Managua · 
Real Estelí · 
Real Madriz · 
UNAM Managua